# Signeulx
Signeulx [siɲø] est un village de la commune belge de Musson située en Région wallonne dans la province de Luxembourg.
C'était une entité de la commune de Bleid avant fusion des communes de 1977, Bleid faisant aujourd’hui partie de la commune de Virton.

## Géographie
Situé à une dizaine de kilomètres à l'est de Virton, le village se trouve en Gaume, sous-région culturelle où la langue vernaculaire est le gaumais. Il est délimité au sud-est par la frontière française qui le sépare du département de Meurthe-et-Moselle et de la région Lorraine. Du côté sud, il est traversé d’est en ouest par la rivière Vire, un affluent du Ton.

## Histoire

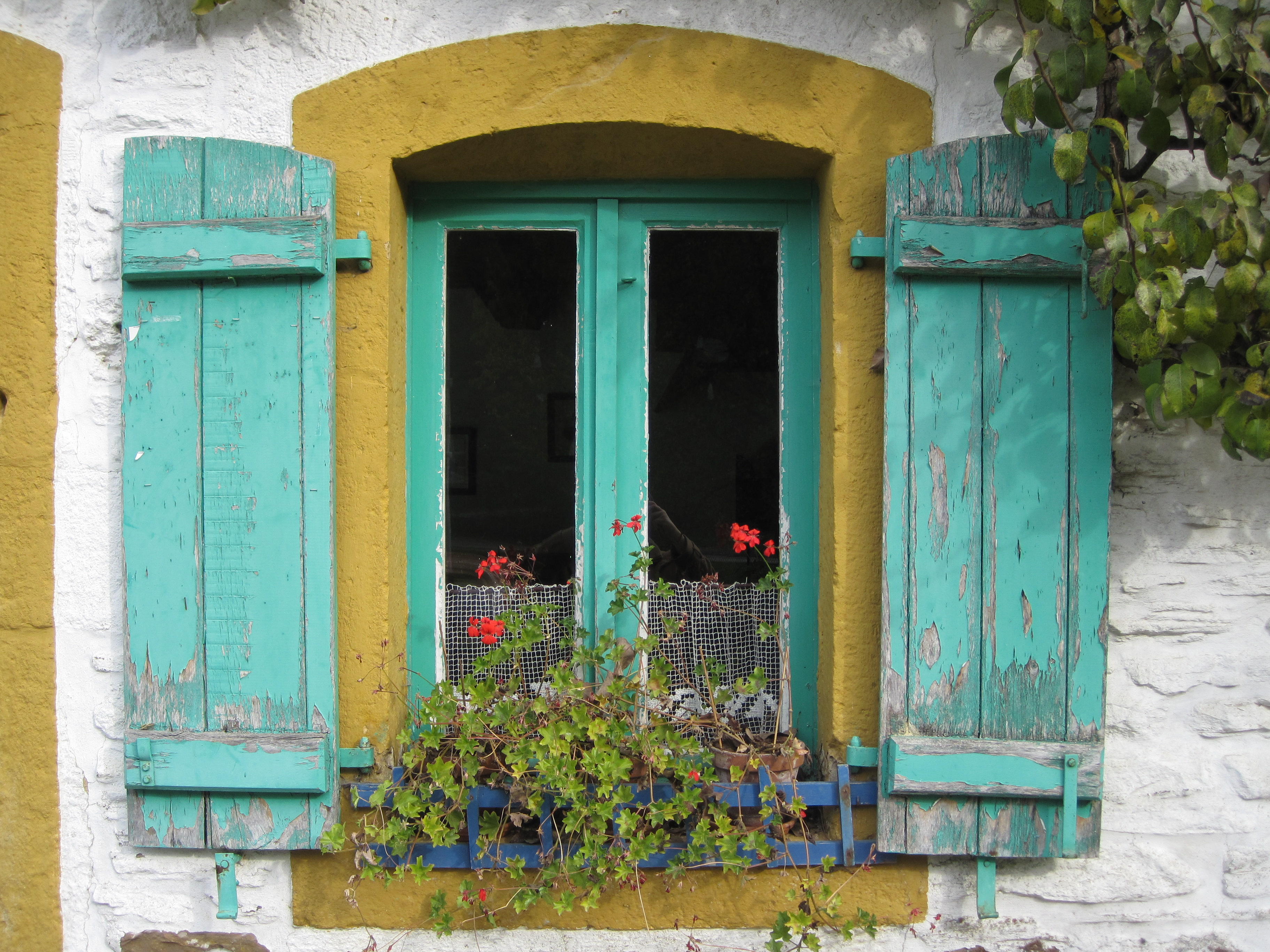
Une maison typique du village gaumais.

### Première guerre mondiale
Le 22 août 1914, pendant la Première Guerre mondiale, le village est le théâtre d'une passe d'armes entre le 4e régiment d'infanterie français et l'armée allemande qui contourne les lignes de défense de l'Est. C'est un épisode de la Bataille des frontières où 1 200 poilus au moins périrent à Signeulx sous le feu des mitrailleuses ennemies.

## Curiosités
- Le château de Signeulx
- L’église Notre-Dame[3]

## Transports

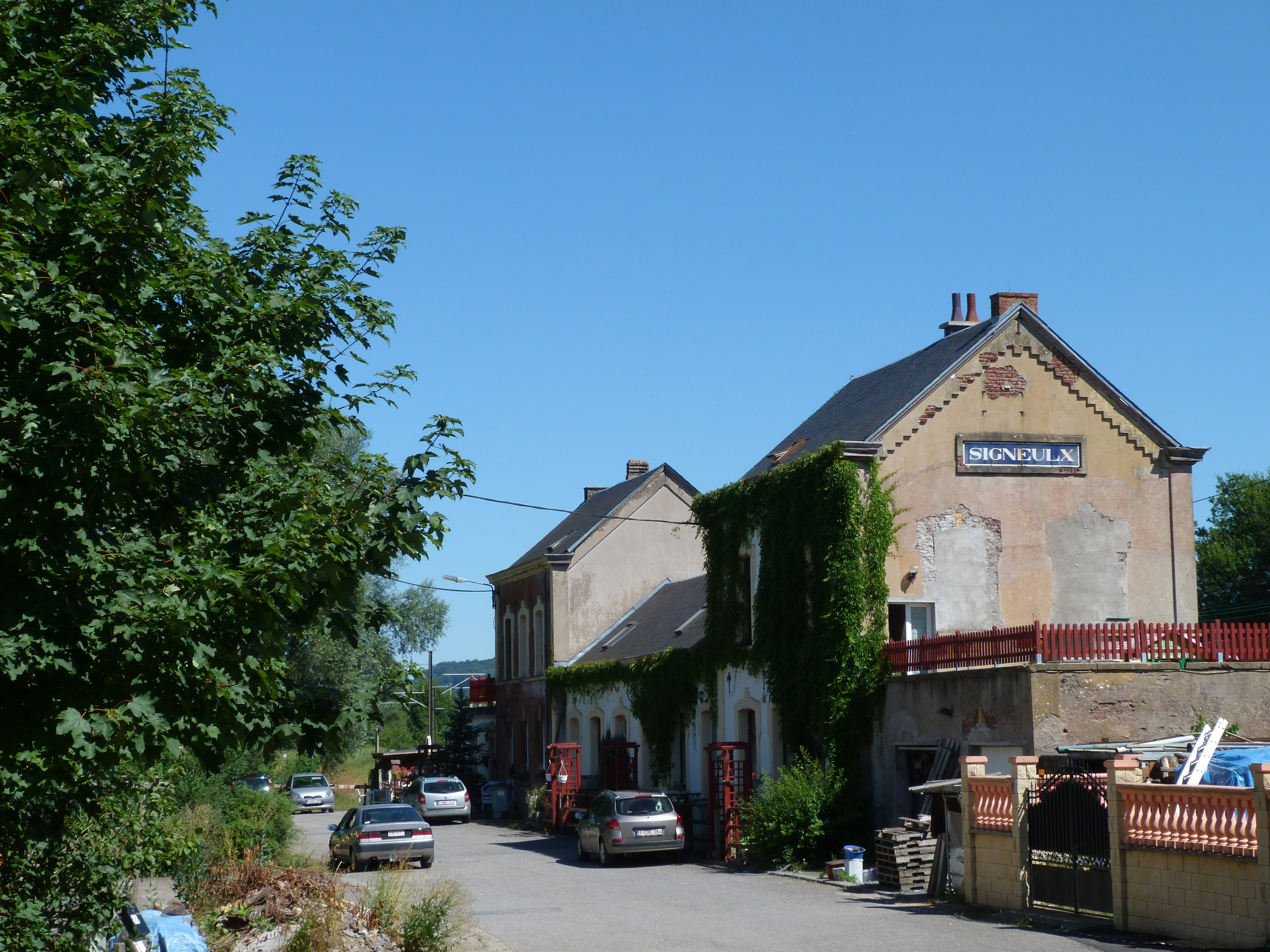
L'ancienne gare de Signeulx, aujourd'hui fermée, fut transformée en une résidence privée.

### Route
Le village est traversé d'ouest en est par la route nationale 88 qui relie Florenville à Athus et au Grand-duché de Luxembourg. Un projet de contournement des villages est à l'étude depuis des années mais n'a pas encore abouti, faute de moyens, malgré la pression des associations de villageois.

### Rail
Signeulx doit son développement à sa gare ferroviaire de jonction internationale entre la Ligne 165 SNCB et la ligne privée qui desservait les forges de Gorcy, établie en 1877. Aujourd'hui la gare de Signeulx est fermée et est devenue une résidence privée. Plus aucun train ne s'y arrête mais la ligne est toujours bel et bien en activité